# Ipomoea sagittata
Ipomoea sagittata är en vindeväxtart som beskrevs av Poiret. Ipomoea sagittata ingår i släktet praktvindor, och familjen vindeväxter. Inga underarter finns listade i Catalogue of Life.

## Bildgalleri

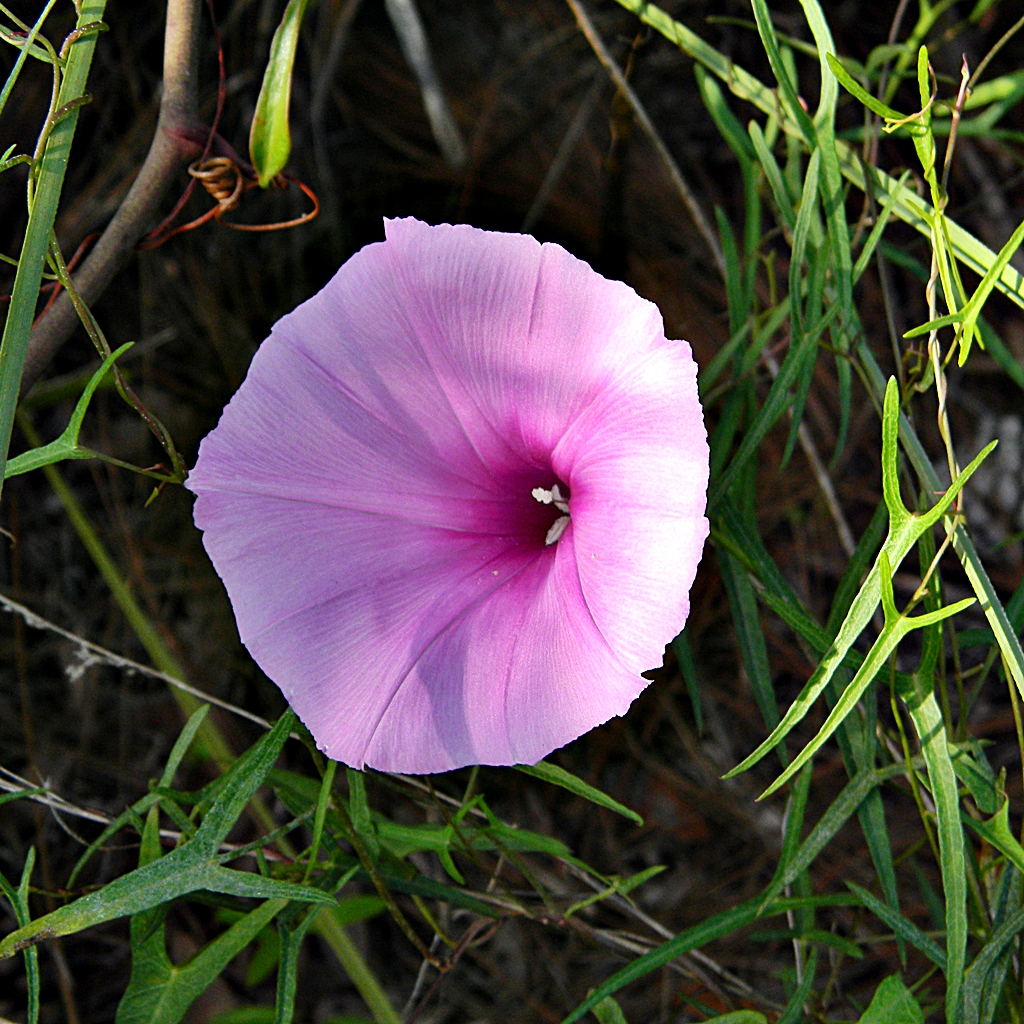
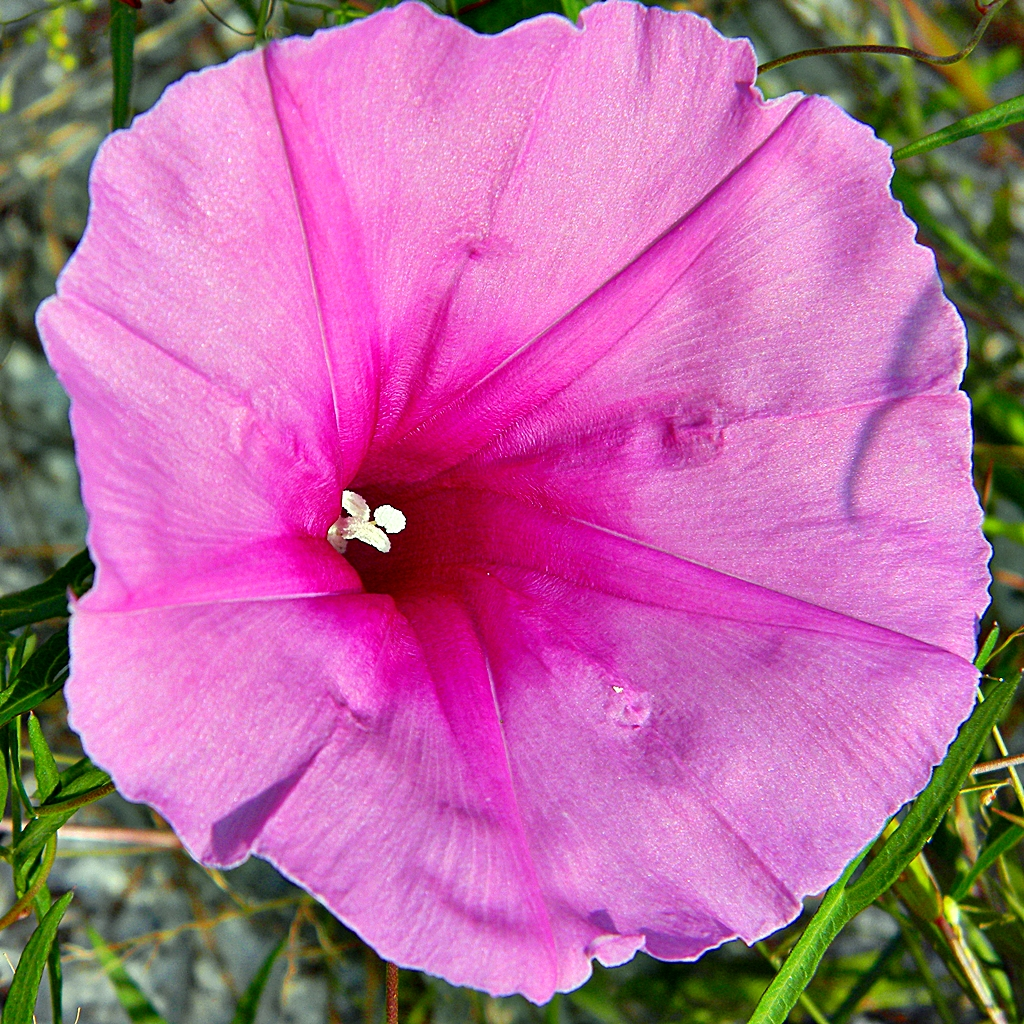
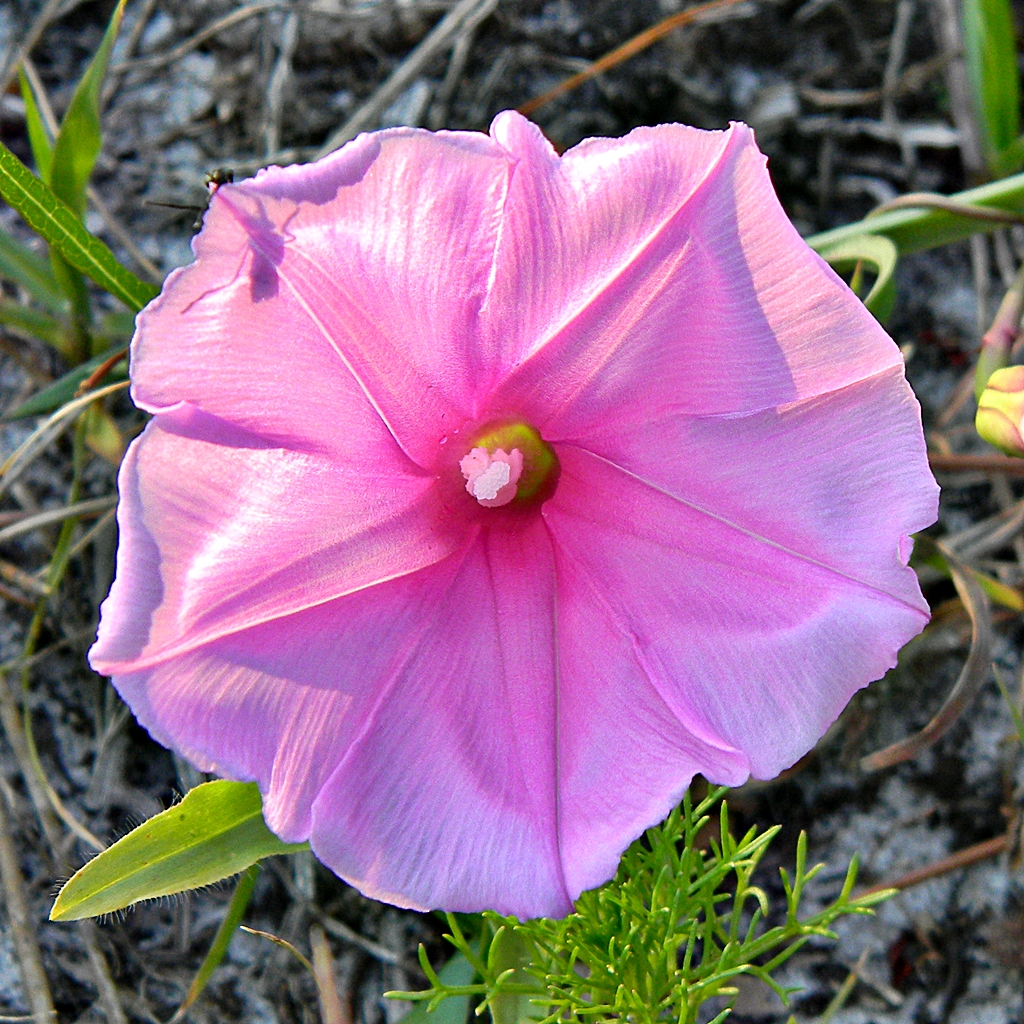